# Воздушный душ

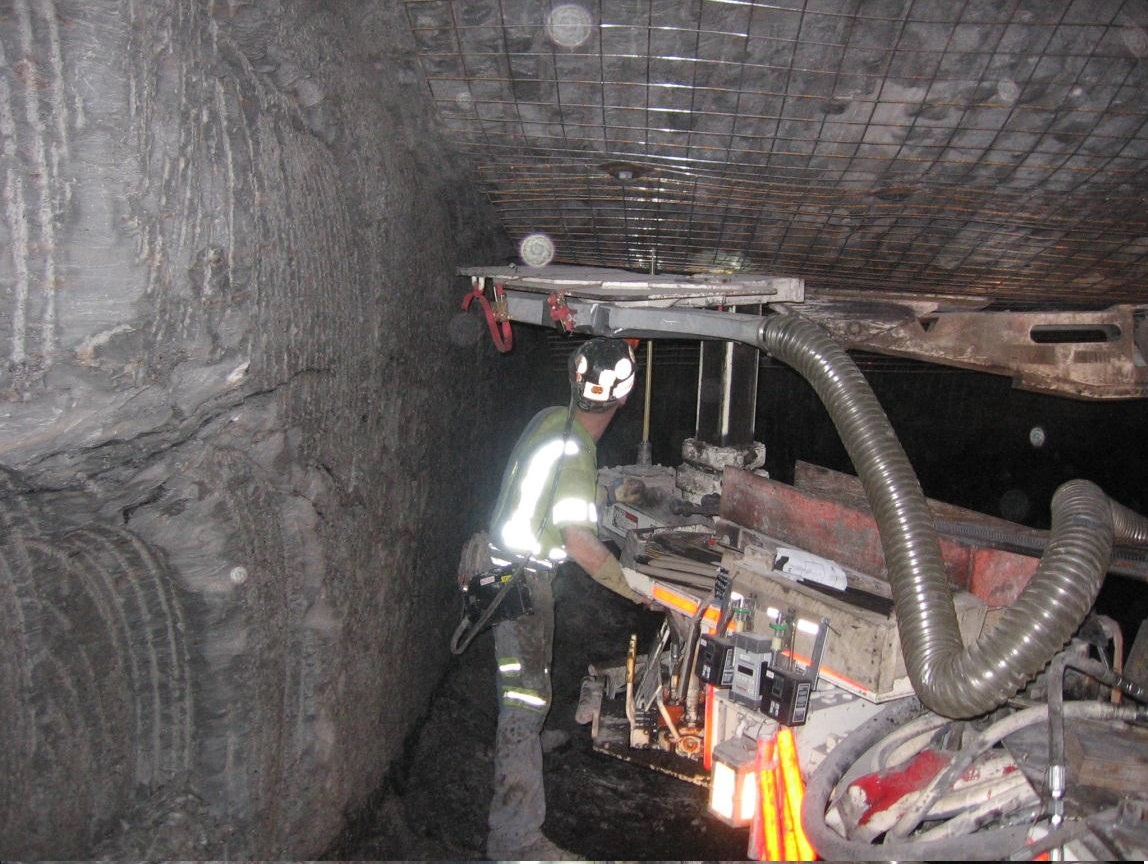
Рис. 1. Новая разработка NIOSH — воздушный душ для защиты операторов подземных буровых установок от пыли

Воздушный душ — это устройство в системе местной приточной вентиляции, обеспечивающее подачу сосредоточенного потока воздуха, создающего в зоне непосредственного воздействия этого потока на человека условия воздушной среды, соответствующие гигиеническим требованиям (в отношении температуры, влажности, подвижности воздуха и концентрации в нём вредных веществ). В тех случаях, когда рабочие должны находиться в производственном месте (или ином), где концентрация вредных веществ в воздухе превышает предельно-допустимую (ПДКрз), и/или имеется неблагоприятный микроклимат (повышенная/пониженная температура), для их защиты и улучшения самочувствия и комфорта могут использоваться: изолированные кабины с эффективной системой вентиляции (отопления и кондиционирования). Это помогает предотвратить воздействие вредных веществ и создать благоприятный микроклимат. Но в каких-то случаях использование кабин невозможно или затруднено, и тогда условия пребывания сотрудников на рабочих местах можно улучшить, подавая туда струю воздуха с подходящими параметрами (отсутствие воздушных загрязнений, подходящие расход, скорость, температура и влажность). Такая защита не требует носки средств индивидуальной защиты (СИЗ) и, соответственно, не оказывает неблагоприятного воздействия на самочувствие, работоспособность и производительность труда рабочих.

## Система OASIS

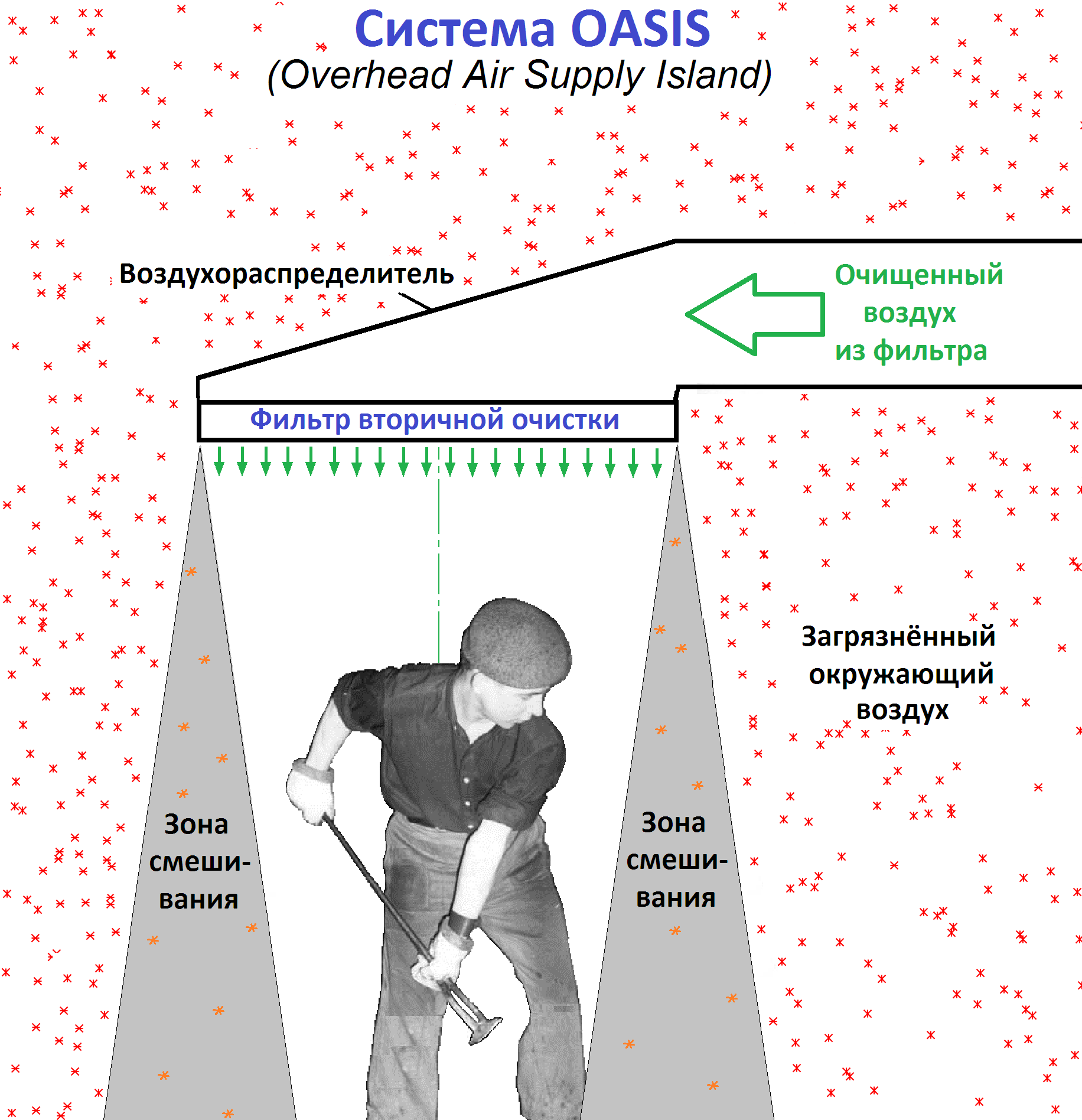
Рис. 2. Схема работы воздушного душа — системы OASIS. Параметры системы: снижение запылённости воздуха на 98-82 %, мощность электродвигателя вентилятора 2.2 кВт; подача воздуха ~2.8 м³/с; перепад давления на фильтре первичной очистки ~630 Па; использовался регенерируемый фильтр, регенерация — обратной импульсной продувкой сжатым воздухом (давление 6 атм, расход ~54 л/мин), эффективность очистки 99,5 %.

Система OASIS (Overhead Air Supply Island) используется для защиты от пыли (и при необходимости дополнительно) от повышенной и пониженной температуры на постоянных рабочих местах, например — при фасовке пыльных материалов и укладке загрязнённых и пыльных предметов. Она состоит из: регенерируемого фильтра первичной очистки, улавливающего основную массу пыли; вентилятора; воздуховодов и воздухораспределителя с фильтром вторичной очистки (Рис. 2). При необходимости очищенный воздух может пропускаться через блок подогрева/охлаждения для регулирования температуры воздуха. Воздухораспределитель размещается над рабочим местом, а находящийся в нём фильтр вторичной очистки обеспечивает равномерное истечение воздуха по всей площади воздухораспределителя, и является дополнительной защитой при отказе первичного фильтра. После выхода из воздухораспределителя поток очищенного воздуха начинает смешиваться с окружающим загрязнённым воздухом (по краям), а в центре образуется зона чистого и пригодного для дыхания воздуха (Рис. 2). Система была разработана из-за того, что измерения эффективности респираторов в производственных условиях показали, что на практике они плохо защищают рабочих. На Рис. 3 показано использование системы для зашиты от пыли оператора фасовочной машины. Запылённость воздуха в зоне дыхания рабочего при выполнении той же самой работы снизилась на 98-82 %.
Средняя скорость воздуха 1.7 м/с, проникание пыли в ядро струи чистого воздуха происходило на расстоянии 83 см от воздухораспределителя, размер последнего ~122×122 см.

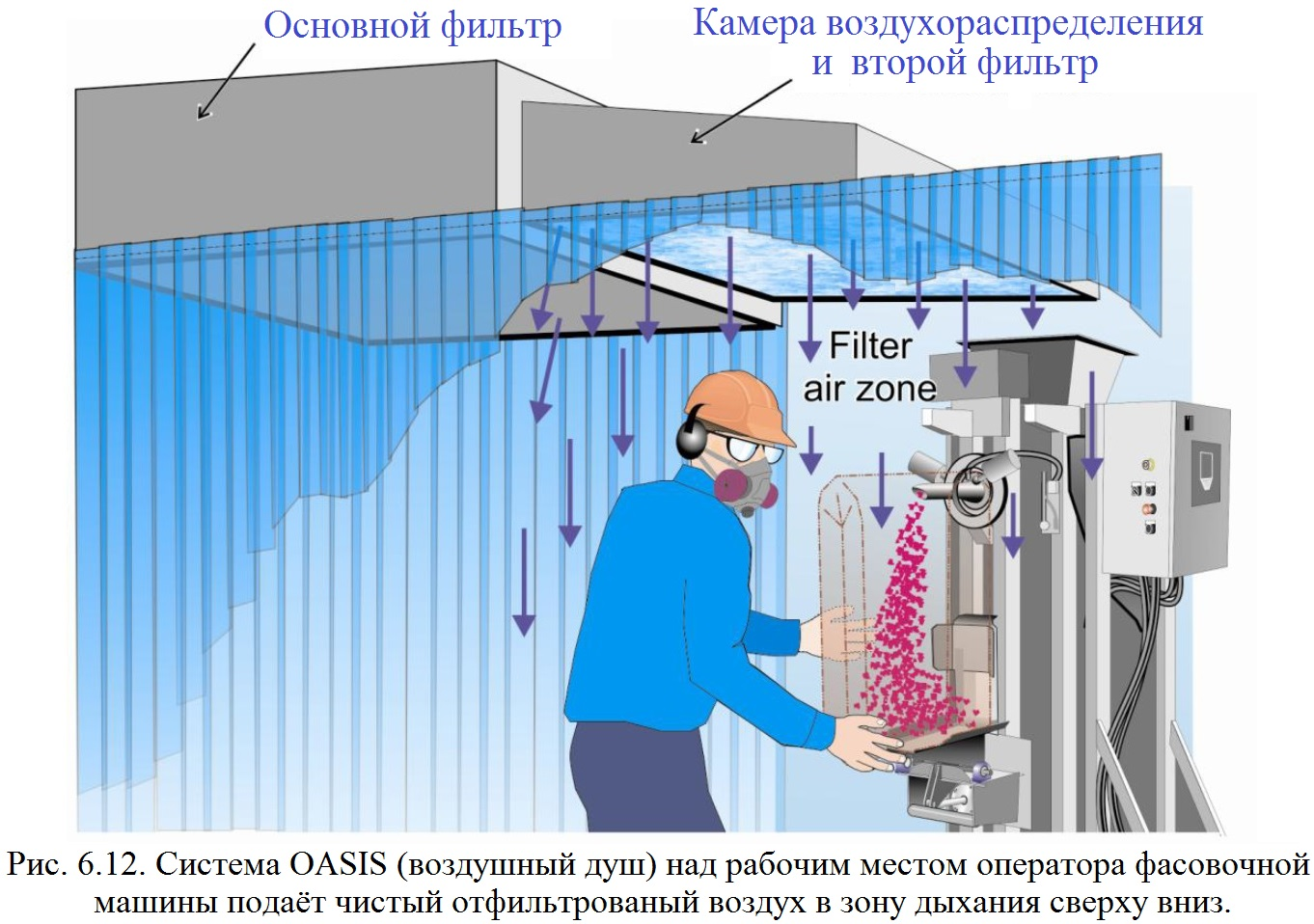
Рис. 3. Система OASIS (воздушный душ) над рабочим местом оператора фасовочной машины — подаёт чистый отфильтрованый воздух в зону дыхания сверху вниз, источник

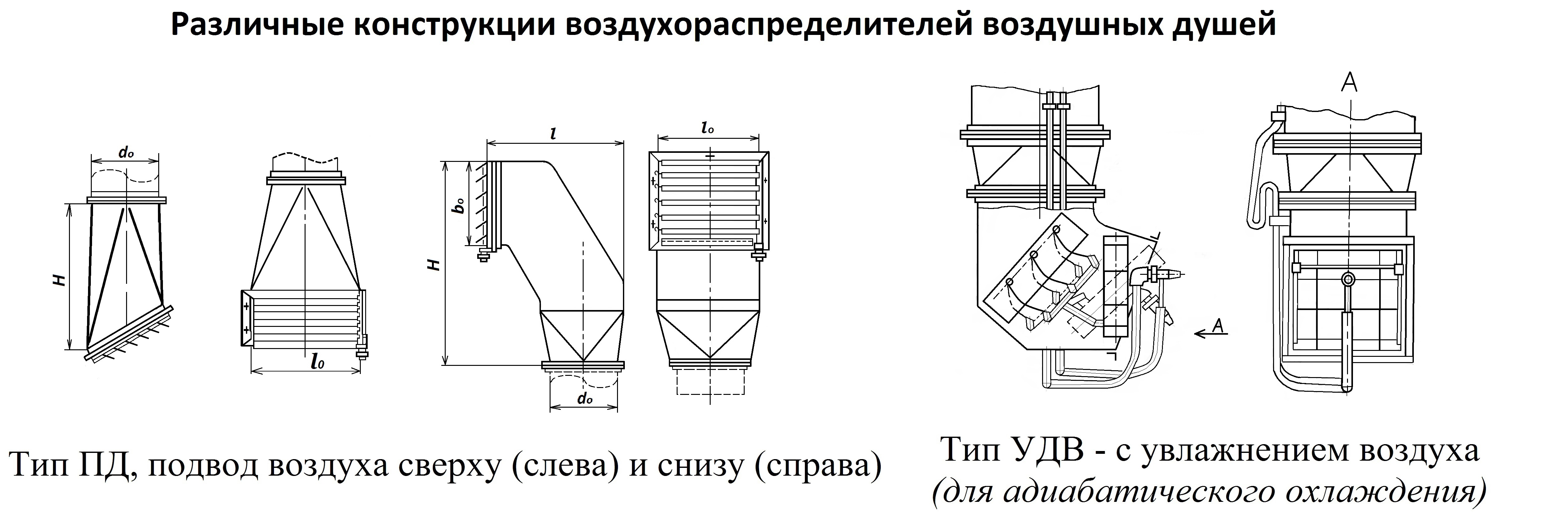
Рис. 4. Некоторые из видов патрубков воздушных душей, используемых для защиты от перегрева при работе в нагревающем микроклимате

Очевидным недостатком системы является то, что она не обеспечивает защиту рабочего при покидании им рабочего места; то, что стоимость может быть выше, чем при использовании низкоэффективных респираторов; и то, что поток воздуха, выходящий из воздухораспределителя, может сдувать пыль с пола, увеличивая загрязнённость окружающего воздуха. Возможны проблемы с размещением воздухораспределителя при необходимости использовать кран-балки и другие подъёмно-транспортные устройства.

## Исследования воздушных душей для защиты от пыли в СССР
В СССР проводились работы по созданию и изучению воздушных душей для защиты рабочих от пыли. Были получены положительные результаты. Так, при добыче руды в калийных рудниках использование воздушного душирования на рабочем месте оператора комбайна «Урал-10КС» позволило снизить концентрацию пыли в 4.2-5.5 раз при скорости движения воздуха 0.15-0.62 м/с. Система воздушного душирования этого комбайна СВД-1КС состояла из фильтра грубой очистки, вентилятора СВМ-4М, воздуховода диаметром 400 мм, и воздухораспределителя с фильтром тонкой очистки и регулятором расхода воздуха. После очистки воздуха фильтром грубой очистки он разделялся на 2 потока. Один создавал кольцевую завесу вокруг душа, а второй подавался внутри завесы на рабочее место через фильтр тонкой очистки. Использование фильтра снижало запылённость в 4-5 раз, что в сочетании с местным отсосом от рабочего органа позволяло снизить запылённость до величины, близкой к ПДКрз.

## Защита от пыли операторов подземных буровых установок
При нагнетательном проветривании тупиковых выработок запылённый воздух движется от проходческого комбайна к буровой установке, используемой для крепления кровли. Из-за этого запылённость воздуха может превышать ПДКрз. Специалисты NIOSH разработали и испытали воздушный душ, устанавливаемый на буровую установку, и подающий чистый воздух на рабочее место оператора во время работы. Это позволило снизить загрязнённость вдыхаемого воздуха, в среднем — в 3-4 раза. К сожалению небольшие размеры воздухораспределителя, небольшой расход воздуха и то, что воздух в подземной выработке двигался, «сдувая» зону чистого воздуха — снизило эффективность защиты (в среднем до двукратной).

## Защита от перегрева при работе в нагревающем микроклимате
Использование воздушных душей для снижения температуры на рабочих местах известно уже много десятилетий. Воздушные души используются на металлургических, стекольных заводах, в горячих цехах и др. Места установки таких воздушных душей должны учитывать как длительность пребывания рабочих на таких местах, так и интенсивность теплового воздействия. При защите от теплопередачи от нагретых предметов за счёт излучения нужно, чтобы струя воздуха обдувала рабочего с той стороны, с которой на него направлено излучение. При наклонной подаче воздуха струя захватывает большую область пространства, чем при вертикальной — и в последнем случае при небольшом перемещении рабочий выходит из области действия воздушного душа. В отличие от противопылевых душей, где важно сохранить центральную область струи воздуха незагрязнённой, при защите от перегрева / низкой температуры это менее важно, и воздухораспределители делают компактными. Для регулировки направления струи воздуха (по горизонтали и по вертикали) они могут быть поворотными.
Для недорогого адиабатического охлаждения воздуха может использоваться распыление воды с помощью сжатого воздуха. Охлаждающее влияние воздушного душа при обдуве рабочего дополняется увеличением теплоотдачи от тела за счёт испарения пота. В таблице приводятся рекомендуемые значения температуры и скорости воздуха, вытекающего из душа, используемого для защиты от теплового излучения.
| Физическая нагрузка    | Интенсивность излучения                            | Интенсивность излучения                            | Интенсивность излучения                       | Интенсивность излучения                       | Интенсивность излучения                                                                   | Интенсивность излучения                                                                   |
| ---------------------- | -------------------------------------------------- | -------------------------------------------------- | --------------------------------------------- | --------------------------------------------- | ----------------------------------------------------------------------------------------- | ----------------------------------------------------------------------------------------- |
| Физическая нагрузка    | При отсутствии ощутимого облучения, до 325 Вт / м2 | При отсутствии ощутимого облучения, до 325 Вт / м2 | При длительном облучении порядка 1400 Вт / м2 | При длительном облучении порядка 1400 Вт / м2 | При длительном облучении порядка 2100 Вт / м2; и при кратковременном порядка 2800 Вт / м2 | При длительном облучении порядка 2100 Вт / м2; и при кратковременном порядка 2800 Вт / м2 |
| Физическая нагрузка    | Температура °С                                     | Скорость м/с                                       | Температура °С                                | Скорость м/с                                  | Температура °С                                                                            | Скорость м/с                                                                              |
| Лёгкая работа          | 25-30                                              | 1.6-2.5                                            | 20-25                                         | 2-4                                           | 20-25                                                                                     | 3-5                                                                                       |
| Работа средней тяжести | 22-25                                              | 2-3                                                | 18-22                                         | 3-5                                           | 18-22                                                                                     | 4-5                                                                                       |
| Тяжёлая работа         | 18-22                                              | 2-4                                                | 18-20                                         | 4-6                                           | 15-18                                                                                     | 5-6                                                                                       |

На Рис. 4 показаны патрубки воздухораспределителей, которые могут использоваться при подаче воздуха для регулирования температуры. при использовании воздушных душей в помещениях с высоким потолком, в которых тёплый воздух может подниматься вверх, рекомендуется размещать патрубок на небольшой высоте — так, чтобы струя вытекающего воздуха не захватывала и не увлекала вниз горячий воздух из-под потолка. Рекомендуемая высота — до 2.4-3 м.
См. также.